# Джин Девулфф
Джин Девулфф (англ. Jean DeWolff) — персонаж американских комиксов издательства Marvel Comics, созданный Биллом Мантло и Сэлом Бушемой и являющийся детективом полиции Нью-Йорка и одной из союзников Человека-паука. Дебютировав в Marvel Team-Up #48 (Август, 1976), Девулфф была представлена как строгий и неумолимый страж порядка, став такой в результате тяжёлого детства. Тем не менее, она поддерживает супергероев, в частности Человека-паука, к которому тайно испытывает романтические чувства. Сюжетная линия The Death of Jean DeWolff 1985 года посвящена смерти героини от руки её напарника и любовника Стэнли Картера, ставшего кровожадным линчевателем Пожирателем грехов.
На протяжении многих лет с момента её первого появления в комиксах Девулфф появлялась в других медиа продуктах, в том числе мультсериалах и видеоиграх.

## История публикаций
Джин Девулфф впервые появилась в Marvel Team-Up #48-51 (Август – ноябрь, 1976) и была создана Биллом Мантло и Сэлом Бушемой. Она выступила одной из немногих второстепенных персонажей Marvel Team-Up. Впоследствии Девулфф появилась в Marvel Team-Up #60–62 (Август – октябрь, 1977), #65–66 (Январь – февраль, 1978), #72 (Август, 1978), #88 (Декабрь, 1979), Ms. Marvel #6–7 (Июнь – июль, 1977), The Amazing Spider-Man #226 (Март – апрель, 1982), #239 (Апрель, 1983) и The Spectacular Spider-Man #103 (июнь 1985 г.).
Персонаж был убит в сюжетной линии The Death of Jean DeWolff 1985 года, охватывающей The Spectacular Spider-Man #107-110 (Октябрь 1985 — январь 1986), ставшей одной из мрачнейших и популярнейших историй о Человеке-пауке. По словам Питера Дэвида, решение «убить» Джин было принято Джимом Оусли, тогдашним редактором серий о Человеке-пауке: «Я собирался начать работу над Spectacular Spider-Man и Джим Оусли хотел встряхнуть Человека-паука и его поклонников. Он хотел увидеть историю, в которой Джин Девулфф будет убита, <…> но он не хотел поручать это мне. В моей серии она должна была остаться жива». Однако позже, Дэвид и Оусли объединили свои идеи: «Я хотел сделать историю, в которой Человек-паук столкнулся со злодеем, совершившим преступление настолько отвратительное и ужасное, что даже Человека-паука это бы выбило из колеи. Я хотел сделать историю, подчеркивающую нравственные различия во взглядах Человека-паука и Сорвиголовы. „The Death of Jean DeWolff“ объединил в себе сразу три истории. Оусли пришёл ко мне домой ранним вечером и до полуночи мы прорабатывали все сюжетные линии и умещали их в четыре выпуска».
С тех пор она посмертно появлялась в The Sensational She-Hulk #53 (Июль, 1993), Venom Super Special #1 (Август, 1995) и Spider-Man / Human Torch #4 (Июнь, 2005).
Биография Джин Девулфф содержится в Official Handbook of the Marvel Universe #17, а также в Official Handbook of the Marvel Universe: Spider-Man #1 (2005) и The Official Handbook of the Ultimate Marvel Universe: Fantastic Four and Spider-Man #1 (2005).
В 2010 году исследователь комиксов Джонатан Миллер описал Девулфф как «второстепенного персонажа, который способствует ощущению связанности истории [в Marvel Team-Up ], человека, взаимодействующего исключительно с супергеройским эго Питера, но при этом разделявшего с ним искренние отношения. Резкая и серьёзная, Девулфф обычно появлялась в своем винтажном родстере, с сигаретой, свисающей из уголка рта, будучи современным, постфеминистским переосмыслением классических крутых героев Дэшила Хэммета и Микки Спиллэйна.

## Биография вымышленного персонажа
Джин Девулфф была одной из первых представителей правоохранительных органов, открыто выступивших в поддержку Человека-паука. В полиции она была одиночкой, носила одежду в стиле 30-х годов и даже водила собственный родстер того же периода. Джин и её брат Брайан были довольно близки, но она никогда не ладила со своим отцом Филиппом, бывшим комиссаром полиции. Филиппа возмущало само существование дочери, что создавало проблемы в его браке с матерью Джин, Селией. Через шесть месяцев после рождения Джин её родители расстались: Брайан остался жить с отцом, а Джин с матерью. Филипп так сильно ненавидел дочь, что однажды заявил Джин, что она убила свою мать после своего появления на свет. Четыре года спустя её мать снова вышла замуж за другого полицейского, Карла Уэтерби, но Джин оставила себе фамилию Девулфф. Джин обожала своего нового отчима и хотела пойти по его стопам. По мере того, как она становилась всё более и более успешной, её настоящего отца раздражало, что Джин заработала должность капитана полиции. Брайан, также полицейский, считался погибшим в перестрелке, однако Филипп украл его тело и тайно заставил хирургов прооперировать его, наделив Брайана сверхспособностями. Когда Филипп обнаружил, что хирурги были преступниками, он дал отпор, попав в оживляющий луч, который объединил его разум с разумом Брайана, позволив Филиппу контролировать тело своего сына. Брайан стал Призраком, и Филипп послал его убить Джин, но ему помешали Человек-паук и Железный человек. Доктор Стрэндж восстановил сознание Брайана, а Филипп был заключён в тюрьму за преступления Призрака.
Вскоре после этого, когда Человек-факел и Человек-Паук сражались с Супер-Скруллом, Джин влюбилась в последнего. В дальнейшем она продемонстрировала несколько намёков на ревность относительно близости Человека-паука к Чёрной кошке, но всегда оставалась сосредоточенной на своей работе, зайдя так далеко, что договорилась о помиловании своей соперницы. Однажды Девулфф ворвалась на вечеринку мафиози Маджи во время полицейского рейда, а позже использовала свою машину, чтобы сбить Доктора Осьминога. Вскоре после этого Джин была убита Пожирателем грехов, которым оказался её коллега и бывший любовник сержант Стэн Картер. Разум Картера был омрачен смертью его напарника, и он решил, что Джин должна быть убита, потому что она поддерживала правовую систему. Лишь после её смерти Человек-паук осознал, как много для него значила Девулфф. В итоге Картер был арестован благодаря совместным усилиям Человека-паука и Сорвиголовы.

## Альтернативные версии

### Ultimate Marvel
Во вселенной Ultimate Marvel героиню зовут Жанна Де Вулфф. Во время её первого появления она пытается предотвратить ограбление банка, совершённое преступником, одетым как Человек-паук, который убивает капитана полиции Нью-Йорка Джона Стейси. Появляется настоящий Человек-паук, который едва не убивает самозванца в ярости, в конечном итоге решив связать его паутиной и передать властям. В следующей раз Де Вулфф становится свидетельницей битвы Человека-паука и Гладиатора. Она стала первым полицейским, который не стал стрелять в Человека-паука на месте, и даже приказала своим подчинённым не арестовывать супергероя. В дальнейшем Де Вулфф помогла Человеку-пауку в сюжетных линиях Hobgoblin и Warriors. Тем не менее, в конечном итоге выяснилось, что Жанна была продажным полицейским, нанятым Уилсоном Фиском, которая передавала ему информацию о полиции, Человеке-пауке и других супергероях. Жанна была застрелена Карателем, когда тот раскрыл её предательство. После этого Человек-паук узнал, что она была на службе у Кингпина и даже являлась его любовницей. Позже Кингпин оплакивал смерть Де Вулфф, подтвердив слухи. Её должность в полиции Нью-Йорка занял офицер Фрэнк Куэйд.

## Вне комиксов

### Телевидение
- Ирен Бедард озвучила Джин Девулфф в мультсериале «Новые приключения Человека-паука» 2008 года[24]. Она представлена как патрульный офицер индейского происхождения и напарник Стэна Картера, с которым делит патрульную машину. В то время как Картер восхищается супергероем, Девулфф в целом не доверяет Человеку-пауку.

### Видеоигры
- Джин Девулфф появляется в игре Spider-Man 3, в версиях для PS3, Xbox 360 и PC, где выступает квестодателем. Она просит Человека-паука помочь ей в разоблачении продажных полицейских. В какой-то момент коллеги назначают ей встречу на пирсе и выстреливают девушке в живот, после чего сажают в машину и пытаются утопить, однако супергерою удаётся спасти Девулфф[25].
  - В версии для Nintendo DS Девулфф изображена как афроамериканка с длинными светлыми волосами. Она предоставляет Человеку-пауку зацепки по нескольким бандам, включая банду Апокалипсиса и ордену Драконохвостых.
- Мэри Фабер озвучила Девулфф в игре Marvel Heroes. Увидев, как Громилы пытаются убить Спидбола, Джина убивает группу преступников, чтобы спасти супергероя. Тем не менее, Кингпин получает видеозапись инцидента и шантажирует Девулфф, заставляя её стать одним из его информаторов. Двойную игру капитана раскрывает репортёр Бен Урих, который рассказывает об этом другим героям. Помогая победить Меченого, Девулфф сдаётся.
- В игре The Amazing Spider-Man 2 Девулфф была озвучена Мисти Ли. Она тайно собирает информацию о ряде влиятельных преступных организаций и боссов Нью-Йорка с намерением уничтожить их всех.